# 克罗纳赫县
克罗纳赫县（德語：Landkreis Kronach）是德国巴伐利亚州的一个县，隶属于上弗兰肯行政区，首府克罗纳赫。

## 華語譯名
由於兩岸對於德國行政區「Landkreis」翻譯的不同，台灣譯為「克羅納赫郡」；中國大陸譯為「克罗纳赫县」。

## 地理
克罗纳赫县北面与图林根州的萨尔费尔德-鲁多尔施塔特县，东北面与图林根州的萨勒-奥拉县，东面与霍夫县，南面与库尔姆巴赫县和利希滕费尔斯县，西南面与科堡县，西面与图林根州的松讷贝格县相邻。